# 4225 Hobart
A 4225 Hobart a Naprendszer kisbolygóövében található aszteroida. Tsutomu Hioki,  Nobuhiro Kawasato fedezte fel 1989. január 31-én.